# Estenele
En la mitología griega, Estenele (Σθενέλη / Sthenelē) es hija de Dánao y Memphis II. Es una de las cincuenta danaides que fueron casadas con los hijos de Egipto y que mataron a sus maridos en la noche de bodas. Sólo se salvó Linceo, esposo de Hipermnestra, la hermana mayor, que decidió no matarlo.
Estenele vivió con sus hermanas en Argos, y, frente al uso habitual en la Grecia de la época, tenían un papel activo y prominente en la vida pública, llegando a participar de decisiones importantes como la expedición contra Tirinto o la conquista de Epidauro. La nave Argos de Jasón y sus compañeros, los famosos primeros navegantes, toma su nombre de esta ciudad, como reconocimiento a estas mujeres. 
Pausanias, en la parte de su obra dedicada a la región de Argos, recoge la narración de la matanza de Dánao y de las cuarenta y nueve hermanas de su mujer en venganza por el asesinato de sus hermanos. Algunas fuentes afirman que Estenele consiguió escapar a la cercana Hermíone, donde recibió el apoyo de los dorios.